# Pycnarmon sexpunctalis
Pycnarmon sexpunctalis là một loài bướm đêm trong họ Crambidae.